# Kościół poewangelicki w Dusznikach
Kościół poewangelicki – dawna świątynia protestancka znajdująca się we wsi Duszniki, w powiecie szamotulskim, w województwie wielkopolskim.
Budowla została wzniesiona w 1886 roku. Jest to kościół murowany zbudowany z czerwonej cegły i posiada wieżę w formie ostrosłupa. Okna świątyni są proste. Obecnie trwa adaptacja budowli na siedzibę Książnicy Dusznickiej.